# Thomas M. Pollard
Pour les articles homonymes, voir Pollard.
Thomas M. Pollard est un acteur américain né à Saint-Louis (Missouri) le 28 octobre 1950 ayant fait l'essentiel de sa carrière en France.

## Filmographie

### Au cinéma
- 1982 : How Sleep the Brave : Flak
- 1986 : Les Frères Pétard de Hervé Palud : Sammy
- 1987 : Saxo d'Ariel Zeitoun : le manager
- 1988 : Frantic de Roman Polanski : Rastafarian
- 2000 : Love Me de Laetitia Masson : le conducteur de bus
- 2002 : Demonlover d'Olivier Assayas : l'avocat américain
- 2004 : Casablanca Driver de Maurice Barthélemy : Max Schurch, l'agent de La Renta
- 2004 : Immortel, ad vitam d'Enki Bilal : Horus
- 2024 : Second Line de Hamid Benamra

### À la télévision
- 1985 : Série noire : Rhapsodie en jaune de Gérard Marx
- 1992 : La Baie des fugitifs (Runaway), série TV : Satch
- 1999 : Avocats et Associés - Le Prix d'un enfant épisode 8 (saison 2, épisode 2) : Justin Gambolo
- 1999 : L'Immortelle - Dead on Arrival épisode 22 : le concierge